# M'Drắk (xã)
M'Drắk là xã của tỉnh Đắk Lắk, Việt Nam.
Thị trấn có diện tích 6,09 km², dân số năm 1999 là 4.695 người, mật độ dân số đạt 771 người/km².